# (3141) Buchar
(3141) Buchar est un astéroïde de la ceinture principale.

## Description
(3141) Buchar est un astéroïde de la ceinture principale. Il fut découvert le 2 septembre 1984 à l'observatoire Kleť par Antonín Mrkos. Il présente une orbite caractérisée par un demi-grand axe de 3,40 UA, une excentricité de 0,08 et une inclinaison de 11,0° par rapport à l'écliptique.

## Compléments